# Johnny Bode-stipendiet
Johnny Bode-stipendiet är ett svenskt musikpris som delas ut sedan 1987. Det är uppkallat efter schlagersångaren och kompositören Johnny Bode (1912–1983). Stipendiet är på 10 000 kronor, och skall gå till en kompositör av populärmusik som är född i Skåne.  Ursprungligen delades stipendiet ut årligen, men sedan 1997 delas det ut vartannat år. 

## Stipendiater
- 1987 – Anders Ekdahl
- 1988 – Anders Neglin
- 1989 – Anders Glenmark
- 1990 – Niklas Strömstedt
- 1991 – Gert Willy Berndt
- 1992 – Hans Alfredson
- 1993 – Nisse Hellberg
- 1994 – Bert Månson
- 1995 – Michael Saxell
- 1996 – Jan Sigurd
- 1997 – Ale Möller
- 1999 – Danne Stråhed
- 2001 – Tobias Neumann
- 2003 – Hanna Åberg
- 2005 – Sven Kristersson
- 2007 – Margareta Nilsson
- 2009 – Bosse Saxell
- 2011 – Leif Carlsson
- 2012 – Anderz Wrethov
- 2013 – Caroline Leander
- 2015 – Emil Jensen
- 2016 – Elin-Louise Ahlberg
- 2017 – Helge Albin
- 2019 – Bengt Jelvefors
- 2022 – Gitte Pålsson[2]
- 2023 – Martin Tingvall
- 2024 – Hasse Andersson [3]